# روجرو روجری
روجرو روجری (ایتالیایی: Ruggero Ruggeri؛ ۱۴ نوامبر ۱۸۷۱ – ۲۰ ژوئیه ۱۹۵۳) بازیگر سینما و تئاتر اهل کشور ایتالیا بود. وی در فیلم‌های صامت و مصوت بازی می‌کرد.

## قسمتی از فیلمشناسی
- احساس مالکیت
- هملت
- نامزدشده
- بیوه
- زن اغواگر